# Chasechem
Chasechem – domniemany władca starożytnego Egiptu z II dynastii.
Zwykle przyjmuje się, że Chasechem i Chasechemui to imiona tego samego władcy używane kolejno, przy czym Chasechemui to imię używane po przywróceniu jedności kraju.
Klasyfikacja z Cambridge odróżnia jednak Chasechema od Chasechemui, twierdząc, że Chasechem był poprzednikiem Chasechemui, i utożsamiając go z władcą o imieniu własnym Neferkare.